# Ieșeanul
Ieșeanul este un ziar săptămânal din Iași, deținut de trustul de presă Publimedia, parte a grupului Media Pro. Ziarul a fost lansat în martie 2002 sub conducerea lui Gabriel Gachi, director editorial, și Sorin Simon - redactor șef. Din echipa inițială au mai făcut parte Ioan Milica, Sorin Semeniuc, Violeta Cincu și Silvia Craus. Tirajul ziarului s-a situat în perioada martie 2002-martie 2005 la peste 7.000 de exemplare pe editie, înregistrând ulterior un trend descendent.
În iunie 2009, din motive financiare, pe fondul crizei economice, Publimedia a decis renunțarea la ediția tipărită a ziarului Ieșeanul, păstrând varianta online.
În intervalul ianuarie-martie 2009, Ieșeanul a avut, în medie, un tiraj de 4.183 de exemplare, cu 2.628 de exemplare vândute.